# Girlan
Girlan (italienisch Cornaiano) ist eine Fraktion der Gemeinde Eppan im Überetsch in Südtirol (Italien). Sie umfasst ca. 2800 Einwohner auf 7,18 km², liegt auf 433 m s.l.m. und ist etwa 10 Kilometer von Bozen entfernt. Die Fraktion umfasst neben dem Dorf Girlan mit seinem historischen Ortskern auch umliegende Gehöfte, die sich im Ortsteil Schreckbichl zu einem zweiten kleinen Siedlungskern gruppieren.

## Geschichte
Girlan ist agrarwirtschaftlich genutztes Altsiedelgebiet, begünstigt durch Lage und fruchtbare Böden. Die deutsch gebildeten Namensformen (1085/97 Curilan, 1166 Gurlan, 1186 Gurilan, 1265 Gurlan, 1316 Gürlan) stehen neben den romanischen (1210 Corneianum). Als Ursprung kann ein römischer Prädialnamen Cornelianum mit der Bedeutung „Landgut der Cornelier“ angenommen werden.
Weinwirtschaft stellte früh den beherrschenden Erwerbssektor der ansässigen Bevölkerung dar, weshalb hier im Mittelalter zahlreiche Grundherrschaften über Besitzungen verfügten, so die Bischöfe von Trient, die Grafen von Eppan-Ulten und das oberbayerische Kloster Steingaden. Bereits 1272 bekam die Nachbarschaft Girlan (communitas de Gurlano) das Präsentationsrecht des von ihr gestifteten Kaplans der örtlichen Kirche zugestanden, jedoch wurde der Streit um pfarrliche Rechte und Einkünfte mit dem Pfarrer von St. Pauls bei Eppan erst im 17. Jahrhundert im Sinne der Girlaner Selbständigkeit bereinigt. Aus dem Jahr 1324 ist ein Verzeichnis von Angehörigen der Gemeinde Girlan und des Ortsteils Schreckbichl (universitas ville Guerlan et loci Schreckpuhel) überliefert, in dem Vertreter der Gemeinde dem Kloster Stams Gemeindeland abtreten, wogegen der Konvent die örtliche St.-Martins-Kapelle wiederherzustellen sich verpflichtet. Teilweise ansitzartige Häuser mit steingerahmtem Fenstern, Hoftorbogen und Erkern zeugen heute vom frühneuzeitlichen Wohlstand des Ortes.

## Sehenswürdigkeiten
Die Pfarrkirche St. Martin ist dem Heiligen Martin von Tours geweiht und prägt das historische Ortszentrum. Der in den 1980er Jahren erweiterte Friedhof befindet sich am westlichen Ortsrand. Bemerkenswert ist das Grab eines in der Gegend „ansässigen“ Sinto, Vincenzo Naumann († 1987), genannt Guido, das weiterhin von seinen Angehörigen besucht und gepflegt wird. Das Grab Naumanns ist das letzte neue Grab, das im alten Teil des Friedhofs Platz fand.

## Wirtschaft
Das Weindorf Girlan ist der Sitz zweier mittelgroßer Kellereigenossenschaften und mehrerer privater Kellereien: Kellereigenossenschaft Girlan, Kellereigenossenschaft Schreckbichl, Kellerei Martini & Sohn, Sektkellerei Martini Lorenz, Weingut Alois Warasin, Weingut Josef Weger und Weingut Niedrist.
Jährlich am 11. November findet der Girlaner Martinimarkt statt, der als das „Jüngste Gericht“ bezeichnet wird. Diesen Namen trägt der Markt einerseits auf Grund des Alters und der Zweckbestimmung der Tiere (Schlachtfest), die früher auf den Markt aufgetrieben wurden und andererseits, weil die Lesung vom Jüngsten Gericht in der Messe auf diesen Tag fällt.
Seit 1990 findet alle vier Jahre am ersten Wochenende im September das Girlaner Kellerfest statt.

## Kultur und Bildung
In Girlan bestehen ein Kindergarten und eine Grundschule, beide mit deutscher Unterrichtssprache. In unmittelbarer Nachbarschaft zur Schule steht das Vereinshaus Tannerhof. Es gibt in Girlan einen Kirchenchor, einen Männerchor (MGV), eine Musikkapelle, die Freiwillige Feuerwehr Girlan, eine öffentliche Bibliothek und eine Theatergruppe.

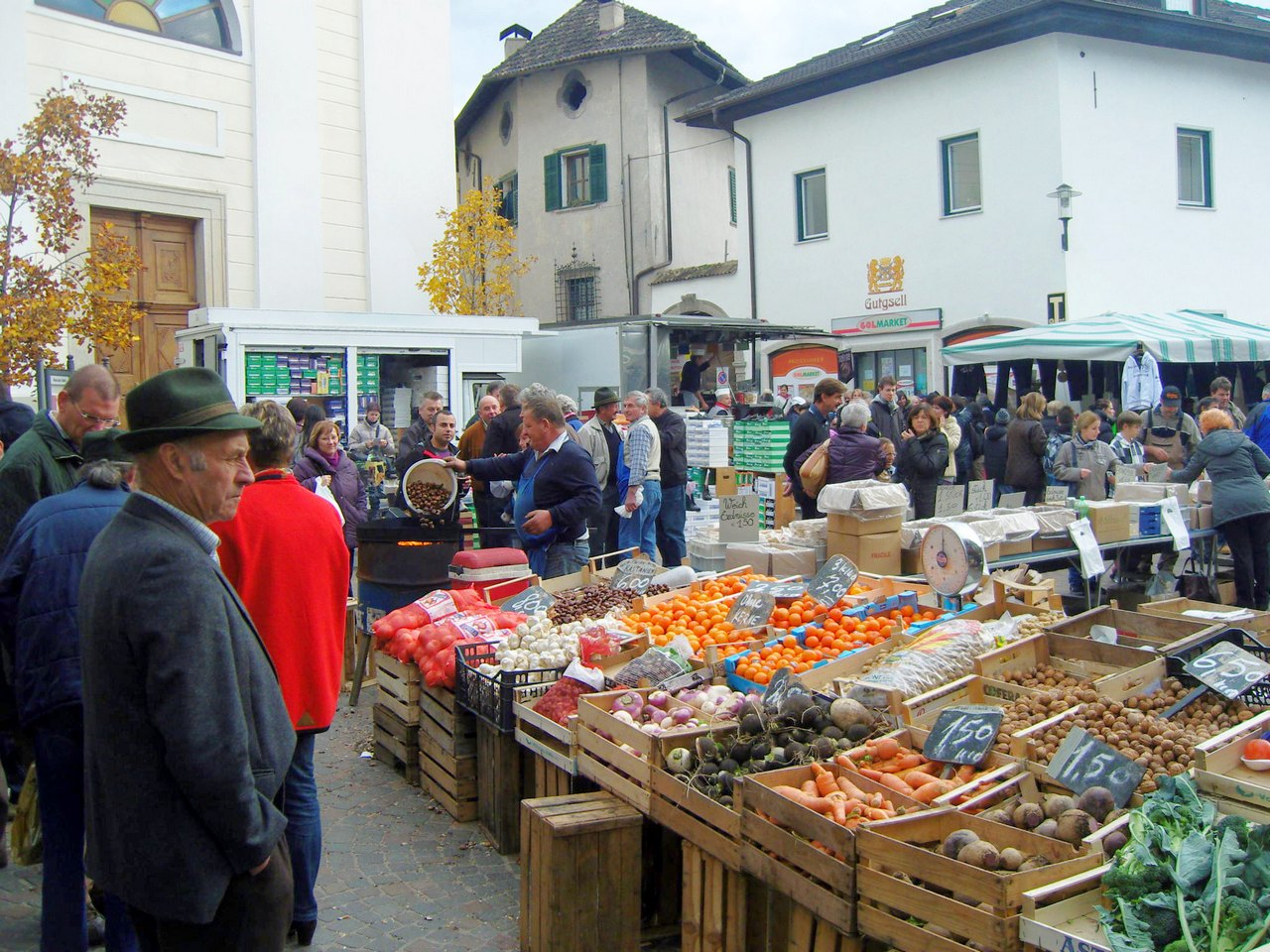
Martinimarkt am Dorfplatz

Im Norden von Girlan wurde ein Natur- und Weinlehrpfad angelegt.

## Soziale Einrichtungen
Im Osten von Girlan befindet sich das 1906 gegründete und heute aus mehreren Gebäuden bestehende Senioren- und Behindertenheim Jesuheim, das seit 2013 von der gemeinnützigen Stiftung St. Elisabeth geführt wird. Dem Jesuheim angeschlossen sind eine Kirche und ein eigener Friedhof.

## Persönlichkeiten
- Peter Alois Winkler (* 1956), Neurochirurg und Hochschullehrer